# Lozer
Lozer is een gehucht in de Belgische provincie Oost-Vlaanderen, gelegen in Kruishoutem, deelgemeente van Kruisem. Lozer was vroeger een gehucht van de gemeente Huise (Huise-Lozer), maar bij de gemeentelijke fusies in 1977 werd Huise een deelgemeente van Zingem en Lozer een gehucht van Kruishoutem. In 2019 fuseerden Kruishoutem en Zingem tot de nieuwe gemeente Kruisem.

## Geschiedenis
Een oude vermelding van de plaats dateert van rond 1185 als Losere. In 1654 kocht de familie della Faille de heerlijkheid Huise; sinds 1736 dragen ze de naam della Faille d'Huysse. Door deze familie werd het gehucht en de nieuwe parochie uitgebouwd, met in 1844 de bouw van een kerk, kerkhof en pastorie.

## Bezienswaardigheden
- De Onze-Lieve-Vrouw van Bijstandkerk werd gebouwd in 1844. De kerk bevat een ouder 18e-eeuws orgel, vermoedelijk van Corneille Cacheux, of van een andere Frans-Vlaamse orgelbouwer die in dezelfde stijl werkte.[1] De kerk is beschermd als monument, net als het nabijgelegen kerkhof en de pastorie. Bij het kerkhof bevindt zich een grote grafkapel van de familie delle Faille d'Huysse uit 1872.
- Het Kasteel della Faille, ook wel Kasteel van Lozer of Kasteel van Huise genoemd, is ontstaan uit een oude nederzetting die reeds van Frankische oorsprong zou zijn. In de 17e eeuw kwam het in handen van de familie della Faille. Het werd in de volgende eeuwen enkele malen aangepast tot zijn huidig uitzicht. Ook het kasteel, het kasteelpark en een bijhorend neerhof zijn beschermd als monument.
- Lozer telt diverse beschermde oude hoeves.

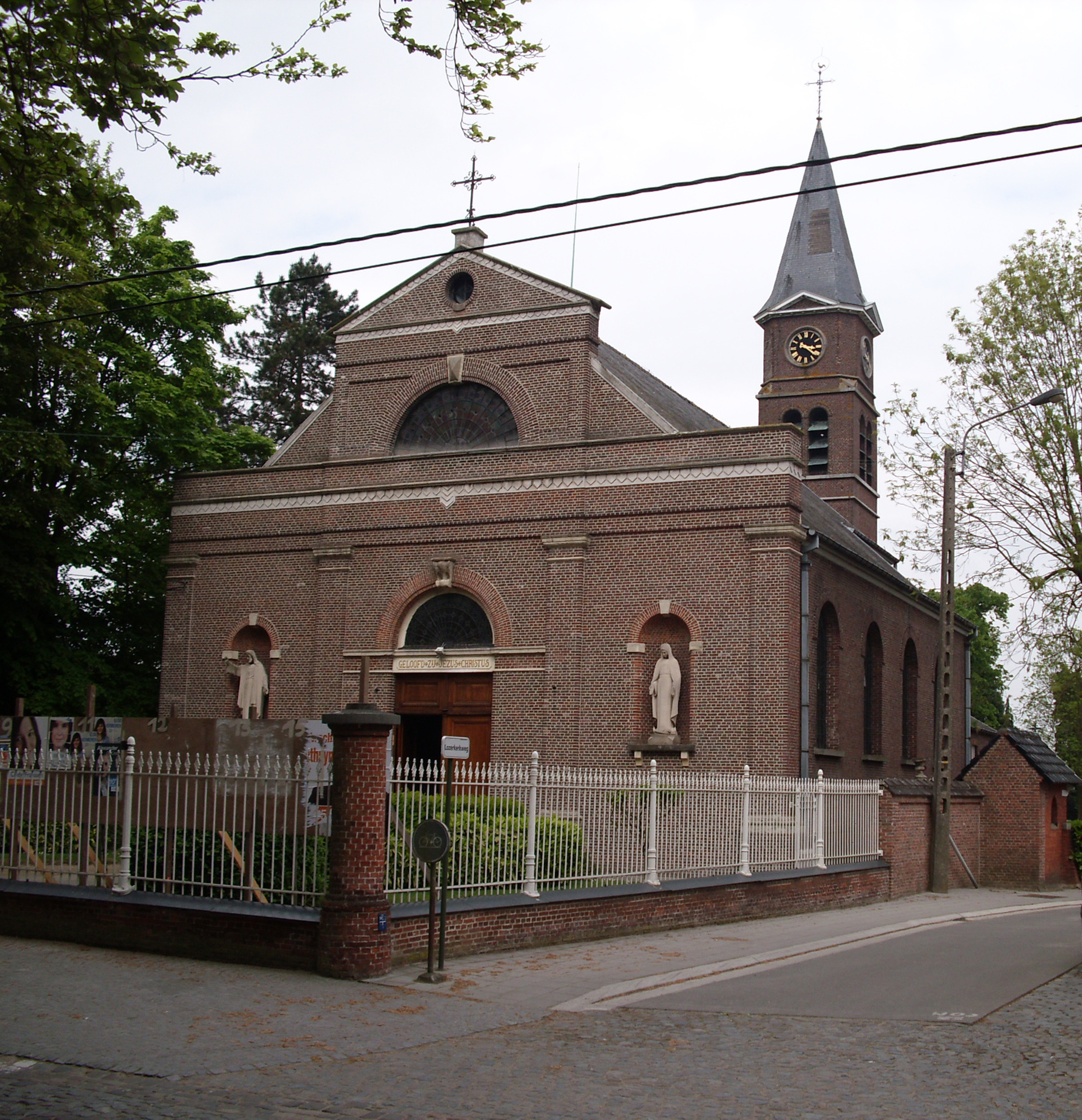
Onze-Lieve-Vrouw van Bijstandkerk
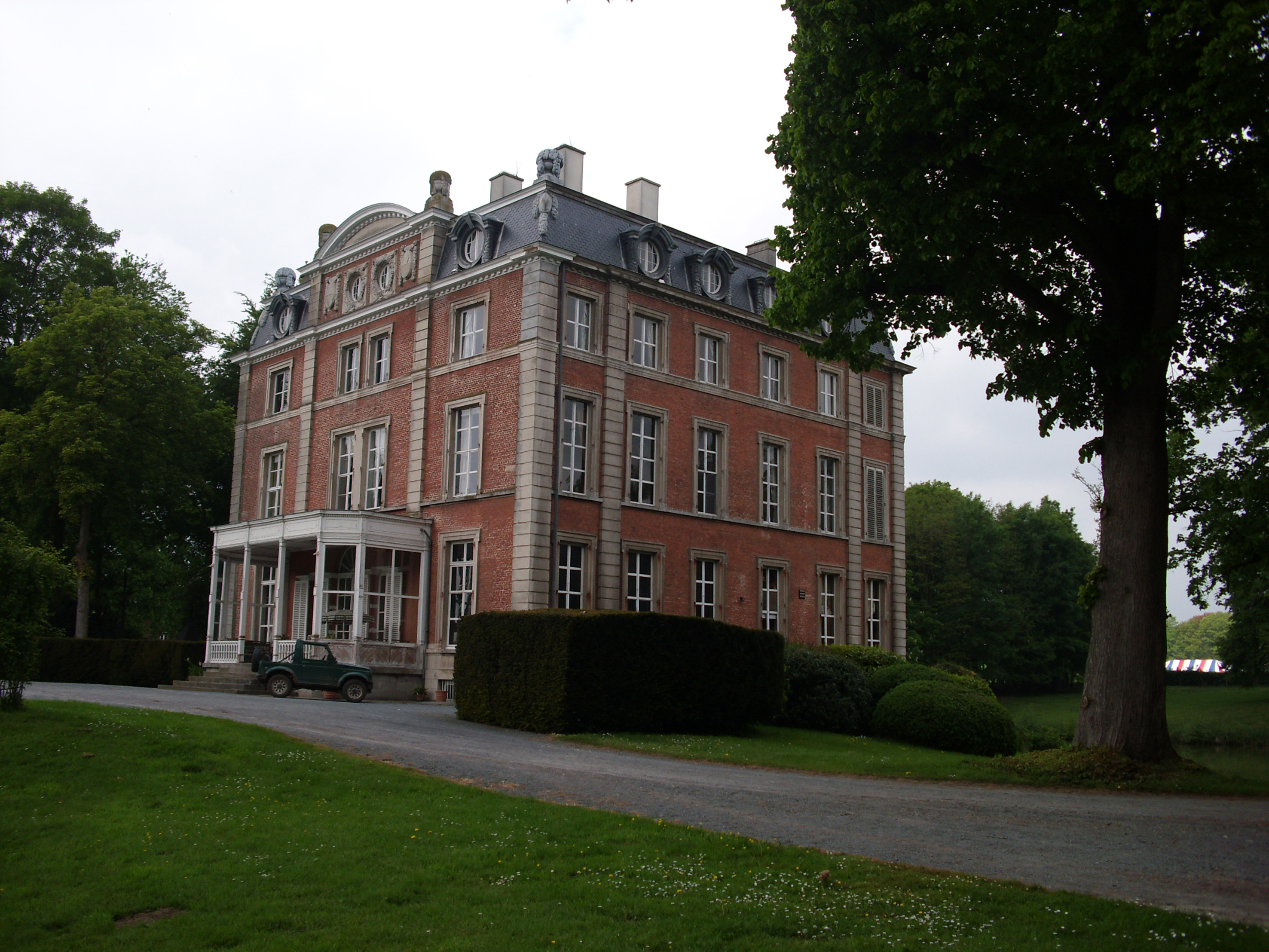
Kasteel van Lozer
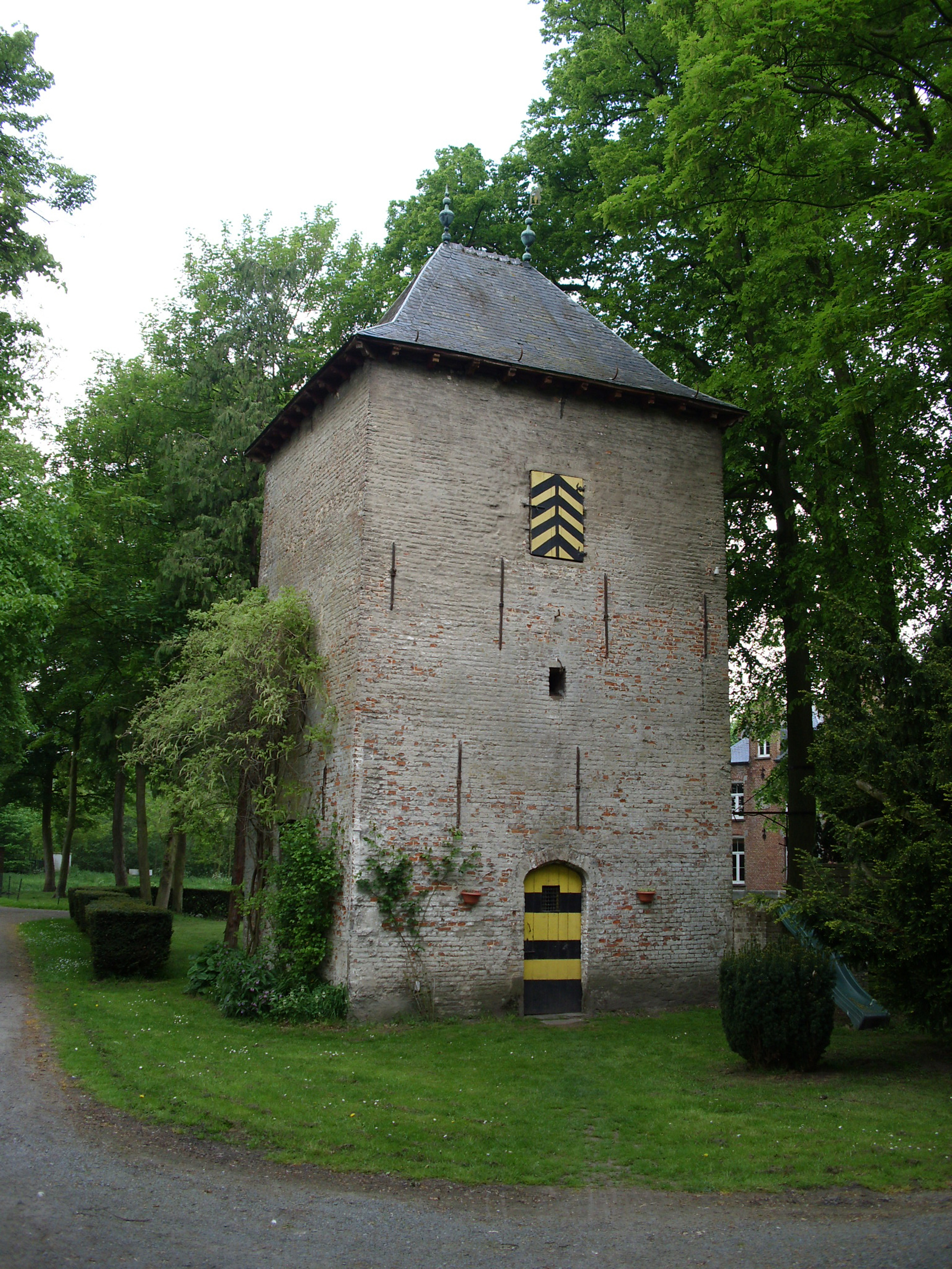
Duiventoren van het Kasteel van Lozer
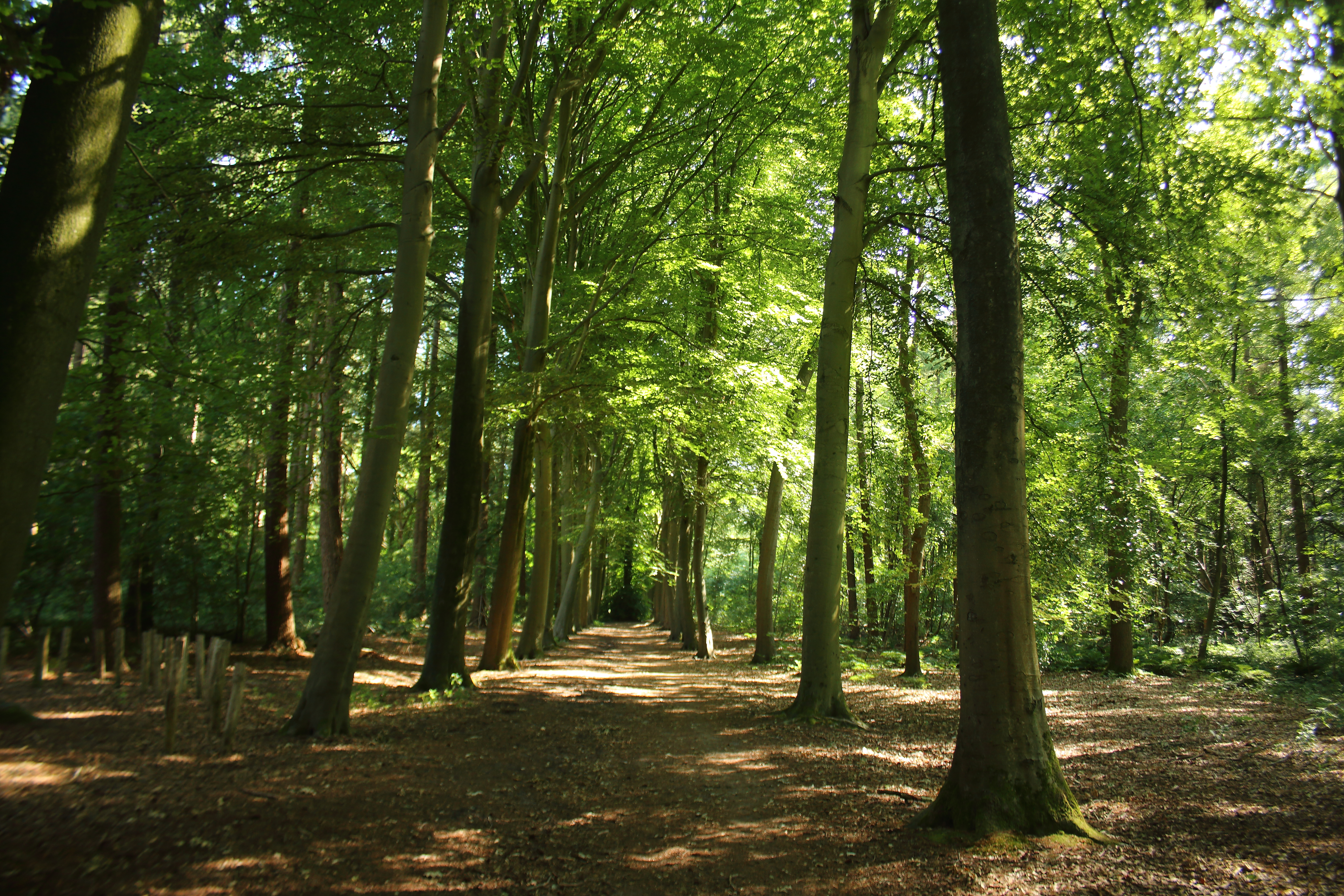
Lozerbos

## Natuur en landschap
Lozer ligt in Zandlemig Vlaanderen op een hoogte van ongeveer 20 meter. Een belangrijk natuurgebied is het Lozerbos.

## Nabijgelegen kernen
Kruishoutem, Marolle, Nazareth, Ouwegem.